# Isolepis victoriensis
Isolepis victoriensis är en halvgräsart som först beskrevs av Norman Arthur Wakefield, och fick sitt nu gällande namn av Karen Louise Wilson. Isolepis victoriensis ingår i släktet borstsävssläktet, och familjen halvgräs. Inga underarter finns listade i Catalogue of Life.